# George Bennet (7e comte de Tankerville)
George Montagu Bennet, 7e comte de Tankerville (30 mars 1852 - 9 juillet 1931), est un pair britannique, officier de marine, Cow-boy, clown de cirque et chanteur religieux revivaliste.

## Jeunesse
Bennet est né à Claridge's Hotel, Brook Street, Londres le 30 mars 1852. Il est le deuxième fils de Charles Augustus Bennet (6e comte de Tankerville) et d'Olivia Montagu. Sa sœur, Lady Isa Louise Bennet, est mariée à John Ramsay (13e comte de Dalhousie). Son frère aîné, Charles, Lord Ossulton, l'héritier présumé, est mort, célibataire, du choléra en Inde le 29 juin 1879, alors qu'il sert avec la Rifle Brigade. George s'appelle Lord Bennet au moment où il devient l'héritier présumé . En tant que seul fils survivant, George succède à son père en tant que comte de Tankerville à la mort de ce dernier le 18 décembre 1899.
Ses grands-parents paternels sont Charles Augustus Bennet (5e comte de Tankerville) et Corisande de Gramont (fille d'Antoine-Louis-Marie de Gramont, 8e duc de Gramont) . Ses grands-parents maternels sont George Montagu (6e duc de Manchester) et Millicent Sparrow (une petite-fille d'Arthur Acheson (1er comte de Gosford)) .

## Carrière
Il entre dans la marine en 1865, est aspirant de 1867 à 1869 et fait ses études à Radley de 1869 à 1870. Il devient lieutenant dans la Rifle Brigade en 1872, servant finalement d'aide de camp au Lord Lieutenant d'Irlande  de 1876 à 1880.
Il voyage en Amérique en 1892, devenant ami avec deux revivalistes, Ira Sankey et Dwight L. Moody, les accompagnant en Amérique et en Grande-Bretagne. Il passe quelque temps comme cowboy dans les États occidentaux .
Connu sous le nom de "The Singing Earl", il chante des hymnes du réveil, et participe à des concerts dans le nord de l'Angleterre. Sa voix est décrite, de façon déroutante, à la fois comme un "baryton-basse riche" et comme un "ténor fin". Il étudie le chant avec Giovanni Sbriglia .
Lord Tankerville fait la une des journaux américains en janvier 1912 lorsqu'il place son fils de 14 ans (et futur successeur) dans une école de Boston, Massachusetts, affirmant qu'il voulait qu'il soit «éduqué dans un monde où tout le monde travaille» .

## Famille
Lord Tankerville, qui est un temps clown dans le cirque, rencontre sa future épouse, Leonora Sophia van Marter (décédée en 1949), lorsqu'il fait un saut périlleux sur un canapé dans un salon new-yorkais, tombant presque sur ses genoux. Ils se marient à Tacoma, Washington le 23 octobre 1895. Avant leur mariage, Leonora, fille du Dr James Gilbert van Marter, a été professeur de musique à New York . Ensemble, ils ont quatre enfants: 
- L'hon. Georgina Bennet (1896–1896), décédée en bas âge.
- Charles Bennet, 8e comte de Tankerville (1897–1971), qui épouse Roberta Mitchell (née Nolan) en 1920 [5]. Ils divorcent en 1930 et il se remarie avec Violet Pallin en 1930
- Lady Ida Olivia Sophie Bennet (1898–1900), décédée dans l'enfance
- L'hon. George William Bennet (1903–1981), qui épouse Constance Clare Wace en 1929.

Lord Tankerville est mort au siège de la famille du Château de Chillingham, Northumberland, le 9 juillet 1931, des effets d'une hémorragie gastrique, âgé de 79 ans, et est incinéré et enterré à Chillingham. Après sa mort, le domaine de Chillingham est divisé,  et la comtesse de Tankerville déménage à Édimbourg, en Écosse, où elle est décédée le 15 février 1949 .